# Anna Paulina Luna
Anna Paulina Luna, nata Mayerhofer (Santa Ana, 6 maggio 1989), è una politica statunitense, membro della Camera dei Rappresentanti per lo stato della Florida dal 2023.

## Biografia
Nata a Santa Ana da genitori di origini messicane, fu cresciuta dalla madre a Los Angeles; i suoi genitori non si sposarono mai e suo padre fu assente nel corso della sua infanzia. Anna frequentò sei diverse scuole prima di diplomarsi, poi a diciannove anni si arruolò nell'Air Force e venne destinata alla Whiteman Air Force Base. Fu congedata con onore dopo cinque anni di servizio militare. Conseguì successivamente un bachelor of science in biologia.
Mentre era ancora nell'Air Force, lavorò occasionalmente come modella comparendo in servizi fotografici su Maxim e Sports Illustrated Swimsuit Issue. Nel 2014 fu nominata da Maxim come "Hometown Hottie" di Fort Walton Beach. Lavorò inoltre per Turning Point USA e altre agenzie conservatrici. Sposò il militare Andrew "Andy" Gamberzky, che fu ferito gravemente durante il conflitto in Afghanistan. Nel 2019 cambiò il suo cognome in "Luna", scelto tra i cognomi del ramo materno per rappresentare meglio la sua discendenza ispanica, nonostante il cognome di sua madre non fosse Luna e sebbene fino a quel momento non si fosse mai identificata come ispanica. Suo padre, che per qualche tempo aveva vissuto in casa con Anna e suo marito, morì nel gennaio 2022 in seguito ad un incidente stradale.
Politicamente attiva con il Partito Repubblicano, nel 2020 si candidò alla Camera dei Rappresentanti sfidando il deputato democratico in carica Charlie Crist ma risultò sconfitta con un margine di scarto di circa venticinquemila voti. Due anni più tardi Crist annunciò la propria candidatura per la carica di governatore della Florida e la Luna decise di candidarsi nuovamente alla Camera. Dopo aver ottenuto l'appoggio pubblico di Donald Trump e aver vinto le primarie, vinse anche le elezioni generali con un margine di scarto di otto punti percentuali e divenne deputata. Divenne così la prima donna di origini messicane a rappresentare la Florida al Congresso.
Ideologicamente, Anna Paulina Luna si configura come una repubblicana estremamente conservatrice. In tema di aborto, si definì "un'estremista pro-life". Si disse inoltre favorevole all'imposizione di un blocco alle esportazioni di petrolio in linea con la politica dell'America First. Nell'ambito delle presidenziali del 2020, dichiarò la propria convinzione che il risultato delle elezioni fosse truccato, sostenendo una nota teoria del complotto. Si schierò inoltre contro il matrimonio tra persone dello stesso sesso.
Nel febbraio 2025 Luna è stata nominata dal Presidente della Camera Mike Johnson per guidare una task force di controllo della Camera sulla declassificazione dei segreti federali.